# Klibbris
Klibbris är ett ris med hög halt av amylopektin och låg halt av amylos vilket gör att riskornen fullständigt klibbar ihop med varandra när de tillreds, till och med i högre grad än grötris. Klibbris omskrivs som varieteten glutinosa av ris (Oryza sativa), men kan tillhöra olika kultivarer som japonica, indica och tropisk japonica. Klibbris är opakt men kan ha många färger som vitt, svart, lila, rött och vara både långkornigt och rundkornigt. Klibbris odlas i Sydostasien, östra Asien och i östra delen av södra Asien. Även om det konsumeras över stora delar av Asien så utgör det bara stapelföda i nordöstra Thailand och i Laos. Klibbris tillreds oftast genom ångkokning. 

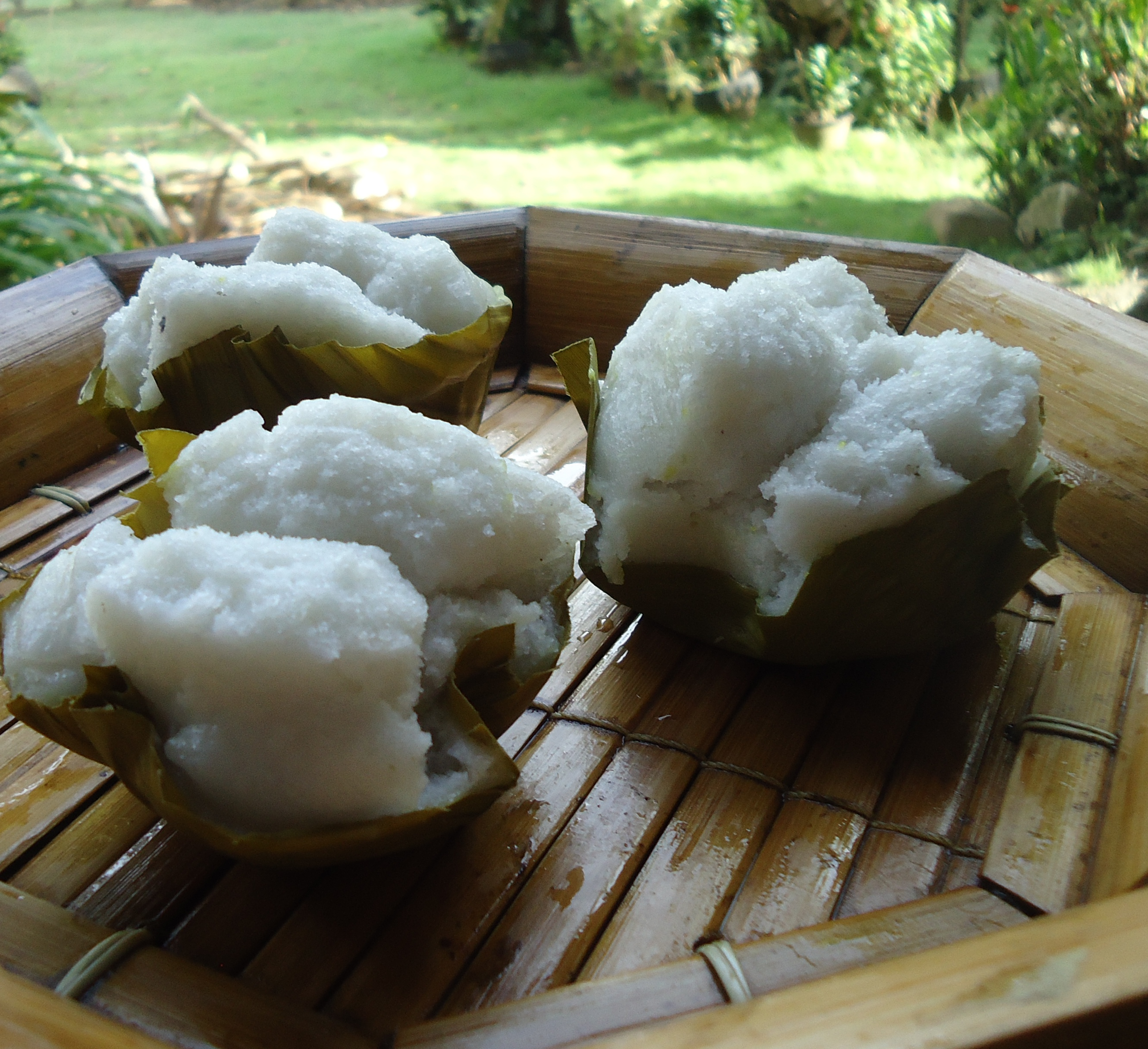
Puto, filippinska ångade riskakor som traditionellt görs på lätt fermenterad klibbrisdeg (galapong).
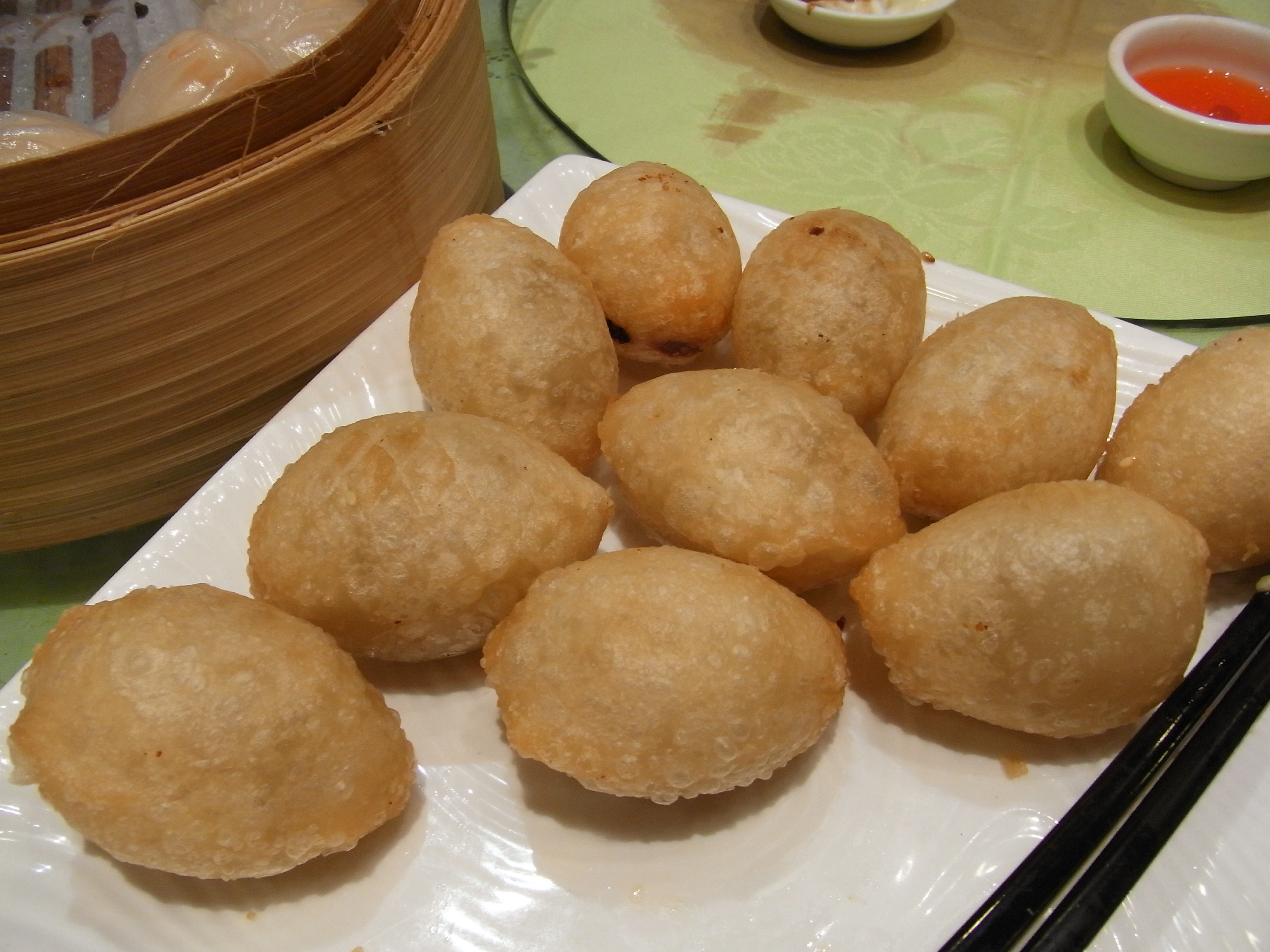
Kinesiska friterade klibbrisdumplings.
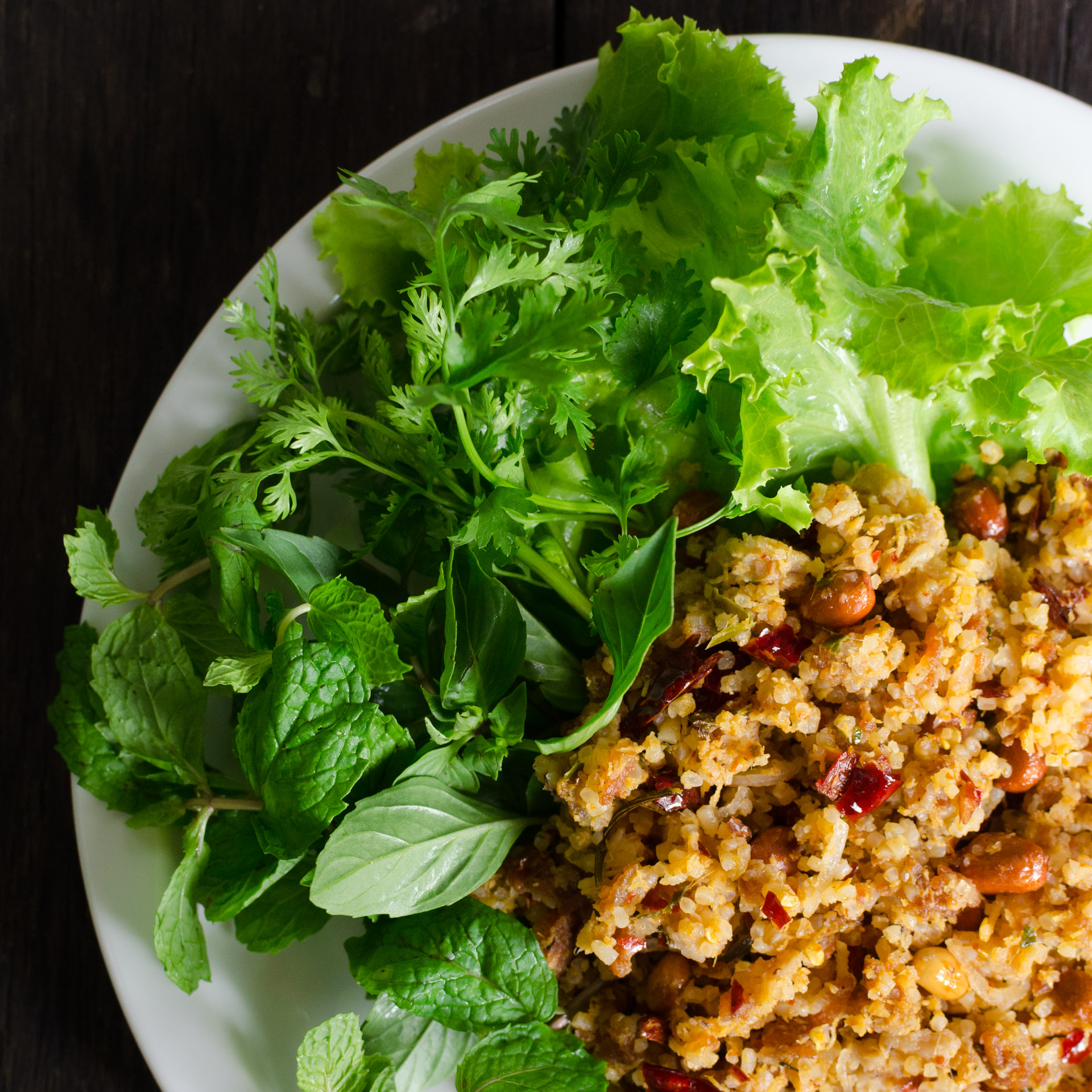
Naem khluk eller yam naem khao thot från Thailand.